# OMX Tallinn
L'OMX Tallinn (ou TALSE) est un indice boursier de la bourse de Tallinn, composé des principales capitalisations boursières du pays.

## Composition
Au 20 juin 2011, l'indice  se composait des titres suivants:
| Symbole  | Société                     | Secteur                    |
| -------- | --------------------------- | -------------------------- |
| ARC1T ET | Arco Vara                   | Finance                    |
| JRV1T ET | Jarvevana                   | Industrie                  |
| MRK1T ET | Merko Ehitus                | Industrie                  |
| NCN1T ET | Nordecon International      | Industrie                  |
| TVEAT ET | Tallinna Vesi               | Services aux collectivités |
| BLT1T ET | Baltika                     | Consommation cyclique      |
| EEG1T ET | Ekspress Grupp              | Consommation cyclique      |
| HAE1T ET | Harju Elekter               | Industrie                  |
| OEG1T ET | Olympic Entertainment Group | Consommation cyclique      |
| PRF1T ET | Premia Foods                | Consommation non cyclique  |
| SFGAT ET | Silvano Fashion Group       | Consommation cyclique      |
| TAL1T ET | Tallink                     | Industrie                  |
| TKM1T ET | Tallinna Kaubamaja          | Consommation cyclique      |
| TPD1T ET | Trigon Property Development | Finance                    |
| VSN1T ET | Viisnurk                    | Consommation cyclique      |

Au 30 mars 2020, l'indice comprend les 19 titres suivants : 
| Symbole | Société                     |
| ------- | --------------------------- |
| ARC1T   | Arco Vara                   |
| BLT1T   | Groupe Baltika (et)         |
| CPA1T   | Coop Pank                   |
| EEG1T   | Ekspress Grupp (et)         |
| EFT1T   | EfTEN Real Estate Fund III  |
| HAE1T   | Harju Elekter               |
| LHV1T   | LHV Group                   |
| LINDA   | Linda Nektar                |
| MRK1T   | Merko Ehitus                |
| NCN1T   | Nordecon                    |
| PKG1T   | Pro Kapital Grupp (et)      |
| PRF1T   | PRFoods                     |
| SFG1T   | Silvano Fashion Group (et)  |
| SKN1T   | Nordic Fibreboard           |
| TAL1T   | Tallink Grupp               |
| TKM1T   | Tallinna Kaubamaja Grupp    |
| TPD1T   | Trigon Property Development |
| TSM1T   | Tallinna Sadam              |
| TVEAT   | Tallinna Vesi               |